# شاين بليني
شاين بليني (بالإنجليزية: Shane Blaney)‏ هو لاعب كرة قدم أيرلندي، ولد في 20 يناير 1999 في ليتركيني في جمهورية أيرلندا. لعب مع نادي تاموورث.